# 1851 na ciência

## Nascimentos
| Data           | Nome                         | Profissão               | Nacionalidade                            | Observações                                           | Ref         |
| -------------- | ---------------------------- | ----------------------- | ---------------------------------------- | ----------------------------------------------------- | ----------- |
| 21 de abril    | Charles Barrois              | geólogo e paleontólogo  | Segunda República Francesa               | m. 1939 Medalha Bigsby 1881 Medalha Wollaston 1901    | [ 1 ] [ 2 ] |
| 10 de novembro | Waldemar Christopher Brøgger | geólogo e mineralogista | Noruega União Pessoal (Noruega / Suécia) | m. 1940 Medalha Murchison 1891 Medalha Wollaston 1911 | [ 3 ] [ 2 ] |

## Mortes
| Data | Nome | Profissão | Nacionalidade | Observações | Ref |
| ---- | ---- | --------- | ------------- | ----------- | --- |

## Prémios
Medalha Copley
- Richard Owen[4]